# 馬坎達鎮區 (伊利諾伊州傑克遜縣)
馬坎達鎮區（英語：Makanda Township）是位於美國伊利諾伊州傑克遜縣的一個行政鎮區。

## 地方資料
根據2010年美國人口普查的數據，馬坎達鎮區的面積為98.00平方千米，當中陸地面積為96.00平方千米，而水域面積為2.00平方千米。當地共有人口4223人，而人口密度為每平方千米43.09人。